# Kristián Ludvík II. Meklenbursko-Zvěřínský
Kristián Ludvík II. Meklenbursko-Zvěřínský (15. května 1683, Grabow – 30. května 1756, Schwerin) byl od roku 1747 meklenbursko-zvěřínským vévodou.

## Život
Kristián Ludvík se narodil jako třetí a nejmladší syn Fridricha Meklenburského a Kristýny Vilemíny Hesensko-Homburské. Vévodou se stal po smrti svého staršího bratra Karla Leopolda, který zemřel v roce 1747 bez mužského dědice.
V roce 1714 se asi jako jednatřicetiletý oženil s o jedenáct let mladší Gustavou Karolinou, nejmladší dcerou Adolfa Fridricha II. Meklenbursko-Střelického. Manželé spolu měli pět dětí:
- Fridrich II. Meklenbursko-Zvěřínský (1717–1785) ⚭ 1746 Luisa Frederika Württemberská (1722–1791)
- Ludvík Meklenbursko-Zvěřínský (1725–1778) ⚭ 1755 Šarlota Žofie Sasko-Kobursko-Saalfeldská (1731–1810)
- Ulrika Žofie (1723–1813)
- Luisa (1730)
- Amálie (1732–1775)

V jeho domácnosti byl jako varhaník a cembalista zaměstnán Johann Gottfried Müthel a jako komik Konrad Ekhof.
Kristián Ludvík zemřel 30. května 1756 ve Schwerinu ve věku 73 let.